# Бленем
Бле́нем (англ. Blenheim; маори Waiharakeke) — город на Южном острове в Новой Зеландии, административный центр региона Марлборо. Расположен в 28 км от Пиктона.
Один из самых известных городов восточного побережья. В городе есть Музей-парк с обширной исторической коллекцией, площадь Сеймур с несколькими историческими достопримечательностями, парк Полард с великолепной коллекцией роз, садом камелий и рододендронов.
Бленем славится как один из центров виноделия, поэтому экскурсии на местные винокурни также привлекают тысячи туристов, особенно в феврале, когда здесь проходит праздник винограда.
В 130 км от Бленема лежит пещера Маори-Лип, вблизи которой раскинулись просторы галечных пляжей с многочисленными колониями морских птиц и лежбищами тюленей.